# هر لحظه به قلبت نزدیک‌تر
هر لحظه به قلبت نزدیک‌تر (به هندی: Pal Pal Dil Ke Paas) و (به انگلیسی: Every moment, close to the heart) فیلمی هندی محصول سال ۲۰۱۹ و به کارگردانی سانی دئول است. در این فیلم بازیگرانی همچون کاران دئول، سحر بامبا، آکاش آهوجا، سیمونه سینگ، ساچین خدکار و راهول سینگ ایفای نقش کرده‌اند.